# História de Osasco
Osasco é um município brasileiro no estado de São Paulo. Desde o povoamento colonial até sua emancipação em 1962, Osasco foi parte integrante do município de São Paulo. Em seus primórdios, a área do atual município era denominada vila de Quitaúna.

## Período pré-cabralino
Osasco foi habitada por inúmeras tribos indígenas, do tronco tupi-guarani, que habitavam a região desde o período pré-cabralino. Devido a fertilidade do solo cortado por córregos e rios. O que favorecia caça de animais, pesca, plantio e extrativismo na região.

## Período colonial
O primeiro núcleo de povoamento de colonizadores foi a vila de Quitaúna, Vila pobre, bandeirantes frequentavam o local. Fundada no século XVII, onde residiu o bandeirante Antônio Raposo Tavares e onde supostamente estaria enterrado. A vila foi esvaziada no século XVIII. Por causa da descoberta do ouro, os bandeirantes que antes habitavam a vila, foram para  Minas Gerais.

## Período moderno

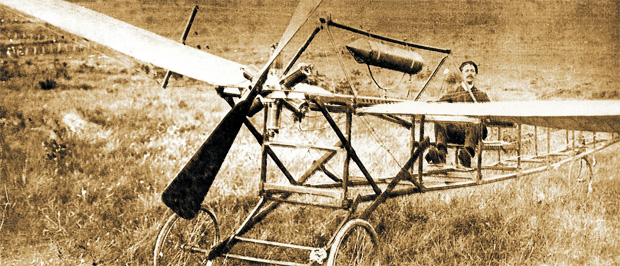
Sensaud de Lavaud em Osasco, a bordo de seu avião, o São Paulo.

Na região onde hoje se situa Osasco e em seus arredores existiam vários sítios e chácaras. Há especulações que havia uma estrada férrea de barões do café com uma estação modesta na região. Próximo às margens do Rio Tietê, no século XIX havia uma aldeia de pescadores e também grandes fazendas. Uma delas foi vendida ao italiano Antonio Agù, e outra ao português Manuel Rodrigues, dois imigrantes que começaram a história da cidade.
Antonio Agu foi proprietário de vários negócios e terras na região e, em 1887, comprou uma gleba de terra no quilômetro 16 da Estrada de Ferro Sorocabana. Por volta de 1890, resolveu ampliar sua pequena olaria e convidou para sócio o barão Dimitri Sensaud de Lavaud. A olaria que fabricava tijolos e telhas passou a produzir também tubos e cerâmicas, dando origem à primeira indústria da cidade.
Após outras iniciativas, em 1895, Agù construiu a estação ferroviária, erguendo várias casas nos arredores para abrigar os operários que chegavam para realizar a obra.  Os dirigentes da estrada de ferro quiseram designar a estação com o nome do principal empreendedor da região, mas Antonio Agù pediu que a homenagem não fosse dada a ele e sim à sua vila natal da Itália: Osasco. Neste período Antônio Agu, casado com Teresa Benvenutta, traçou ruas na região do atual Centro da cidade e batizou o nome de uma rua em homenagem a sua primeira filha: Primitiva Vianco.
Daí por diante Osasco, como a região passou a ser conhecida, não parava de crescer. Muitas pessoas conhecidas do comércio e diversas indústrias importantes se instalaram por lá. Para operar as máquinas dessas indústrias foi contratada mão-de-obra imigrante. Os imigrantes vinham principalmente da Itália, Espanha, Portugal, Alemanha. Com o aumento da população de operários, tornou-se possível também o desenvolvimento do comércio, desenvolvido principalmente pelas colônias armênia, libanesa e judia. Na zona rural, muitos imigrantes japoneses plantavam verduras e legumes. Essa mistura de imigrantes marca as primeiras populações do atual município. Posteriormente vieram imigrantes do interior de São Paulo, Minas Gerais, Paraná, Rio Grande do Sul e do Nordeste. Foi em Osasco que aconteceu o primeiro voo da América Latina, em 7 de Janeiro de 1910, realizado pelo imigrante entusiasta Barão Dimitri Sensaud de Lavaud.

## Formação administrativa
Em 31 de dezembro de 1918 o então povoado de Osasco tornou-se distrito de paz do município de São Paulo pela Lei estadual nº. 1634.
Pelo Decreto-lei estadual nº. 9073 de 31 de março de 1938, Osasco torna-se a 15ª. zona distrital do município de São Paulo. Em 1944, pelo Decreto-lei estadual nº. 14334 de 30 de novembro, Osasco torna-se o 14º. subdistrito de São Paulo (a 9ª. zona distrital de São Miguel passa a ser o distrito de Baquiviru, causando a mudança ordinal).
Em 1953 foi feito primeiro plebiscito pela emancipação do subdistrito. O movimento emancipacionista (ou autonomista) sofreu muitas contraposições e empecilhos, mas após o segundo plebiscito a emancipação viria a se tornar realidade.
Finalmente, Osasco é elevado à categoria de município pela Lei estadual nº. 5285 de 18 de fevereiro de 1959. A nova administração municipal foi instalada apenas três anos mais tarde em 19 de fevereiro de 1962.

## Período contemporâneo
Osasco seguiu prosperamente sua atividade industrial e na década de 1970, e passou a receber grande contingente populacional que vinha para a Região Metropolitana de São Paulo. Fazendo com que na década de 1980 ficasse divulgada pela violência  e pobreza dos bairros  da zona norte principalmente.
Após a redemocratização, Osasco passou por um processo de desconcentração industrial e passou a investir em infraestrutura e bens de prestação de serviços. Ao qual a cidade se mantém neste seguimento inclusive nos tempos atuais.

## Ocorrências de grande repercussão no município
- A greve da Cobrasma foi em 16 de julho de 1968. Operários protestaram  contra as mortes de seus colegas em caldeiras, condições de trabalhos desfavoráveis  e o rebaixamento dos salários. Ato esse já um sintoma de resistência contra o Regime Militar da época.[16]
- A explosão no Osasco Plaza Shopping em 11 de junho de 1996. O motivo foi vazamento de gás subterrâneo. Morreram 42 pessoas e 300 outras ficaram feridas, algumas gravemente. Esse acidente repercutiu na mídia nacional e internacional.[17]